# Temporada 1967 del Campeonato de España de Rally
La temporada 1967 fue la edición 11.ª del Campeonato de España de Rally. Comenzó el 21 de febrero con el Rally Presidente y terminó el 10 de diciembre con el Rally Costa del Sol. El calendario estaba compuesto de quince pruebas puntuables.

## Calendario
| N.º | Fecha                  | Rally                                         | Superficie | Series |
| --- | ---------------------- | --------------------------------------------- | ---------- | ------ |
| 1   | 21-22 de febrero       | 3.er Rallye Presidente-Trofeo Luis de Baviera |            |        |
| 2   | 26 de febrero          | 7.º Rally Invierno                            |            |        |
| 3   | 5 de marzo             | 3.er Rallye Gerona                            |            |        |
| 4   | 30 de abril -1 de mayo | 15.º Rally Costa Brava                        | Asfalto    |        |
| 5   | 1-2 de julio           | 1.º Rally de Orense                           | Asfalto    |        |
| 6   | 24-25 de julio         | 8.º Rally Fallas                              |            |        |
| 7   | 18-20 de agosto        | 5.º Rallye Rías Bajas                         |            |        |
| 8   | 17 de septiembre       | 4.º Rally de la Ciudad de Oviedo              | Asfalto    |        |
| 9   | 21-24 de septiembre    | 15.º Rally de España                          | Asfalto    | ERC    |
| 10  | 11-14 de octubre       | 1.º Rally Firestone-Burgos - 7.º Trofeo RACE  | Asfalto    |        |
| 11  | 22 de octubre          | 12.º Rally Valle de Arán                      | Asfalto    |        |
| 12  | 5-6 de noviembre       | 9.º Rally 2000 Virajes                        |            |        |
| 13  | 21-22 de noviembre     | 4.º Rallye 600-Trofeo Mayte Trepat            |            |        |
| 14  | 28-29 de noviembre     | 3.er Rally Barcelona-Andorra                  | Asfalto    |        |
| 15  | 8 de diciembre         | 2.º Rally de las Tres Cuestas                 |            |        |
| 16  | 9-10 de diciembre      | 4.º Rallye Internacional Costa del Sol        | Asfalto    |        |

## Equipos
| Vehículo                 | Piloto                | Copiloto              | Rondas               |
| Equipos privados         | Equipos privados      | Equipos privados      | Equipos privados     |
| ------------------------ | --------------------- | --------------------- | -------------------- |
| Alpine-Renault A110 1300 | Bernard Tramont       | Ricardo Muñoz         | 4-7, 9-10, 13-14, 16 |
| Renault 8 Gordini        | Jorge de Bagration    | José I. Fanjul        | 4                    |
| Renault 8 Gordini        | Jorge de Bagration    | Alberto Ruiz-Giménez  | 5                    |
| Lancia Fulvia HF         | Jorge de Bagration    | Alberto Ruiz-Giménez  | 11                   |
| Lancia Fulvia HF         | Jorge de Bagration    | Jaime Barcenas        | 9                    |
| Lancia Fulvia HF         | Jorge de Bagration    | Francisco Anet        | 14                   |
| Lancia Fulvia HF         | Jorge de Bagration    | F. Fuertes            | 16                   |
| Lancia Fulvia HF         | Jorge de Bagration    | Luis Polo Villaamil   | 10                   |
| Porsche 911              | Juan Fernández García | Josep María Fernández | 2-3, 14              |
| Fiat Abarth              | Manuel Juncosa        | Artemio Eche          | 5                    |
| Fiat Abarth              | Manuel Juncosa        | Jorge Chi             | 11, 14               |
| Fiat Abarth              | Manuel Juncosa        | Oliva                 | 10                   |
| BMC Mini Cooper S        | José María Juncadella | S. Molist             | 1-2, 9               |

## Resultados

### Campeonato de pilotos
- Resultados incompletos.

| Pos. | Piloto                | PLB | INV | GER | CBR | OUR | FAL | RBA | CDO | ESP | FIR | ARA | VIR | 600 | BAN | 3CU | CDS | Ptos. |
| ---- | --------------------- | --- | --- | --- | --- | --- | --- | --- | --- | --- | --- | --- | --- | --- | --- | --- | --- | ----- |
| 1.   | Bernard Tramont       |     |     |     | 2   | 1   | 3   | 1   |     | 1   | 3   |     |     | 2   | 3   |     | 4   |       |
| 2.   | Jorge de Bagration    | 4   |     |     | 4   | 3   |     |     | ?   | 3   | 1   | 1   | 1   |     | 1   |     | 2   |       |
|      | Manuel Juncosa        |     | 5   | 2   | 7   | 2   | 1   | 2   |     |     | 2   | 2   | 2   | 1   | 4   |     | 6   |       |
|      | Juan Fernández García |     | 1   | 1   | 1   |     |     |     |     |     |     |     |     |     | 2   |     |     |       |
|      | José María Juncadella | 1   | 10  |     |     |     |     |     |     | 2   |     |     |     |     |     |     |     |       |
|      | Roberto Angiolini     |     |     |     |     |     |     |     |     |     |     |     |     |     |     |     | 1   |       |
|      | Ben Heiderich         |     |     |     |     |     |     |     | 1   |     |     |     |     |     |     |     |     |       |
|      | Julio Gargallo        |     |     |     | 3   | 6   | 11  |     |     |     |     |     |     |     |     |     |     |       |
|      | Antonio Pérez Sutil   |     |     |     |     |     |     |     | 2   |     |     |     |     |     |     |     |     |       |
|      | Alberto Ruiz-Giménez  |     |     |     |     |     |     | Ret |     |     |     |     |     |     |     |     | 3   |       |
|      | Benito Morán          |     |     |     |     |     |     |     | 3   |     |     |     |     |     |     |     |     |       |
|      | Fidel Ribas           |     |     |     |     |     |     |     |     |     |     | 6   |     |     |     |     |     |       |